# Ivan Miličević
Ivan Miličević (ur. 11 lutego 1988 w Osijeku) – chorwacki piłkarz grający na pozycji napastnika.
W sezonie 2007/2008 był zawodnikiem trzecioligowego klubu Olimpija Osijek, w którego barwach rozegrał 28 meczów i strzelił 22 gole. Następnie grał w NK Osijek. W Prva HNL zadebiutował 27 lipca 2008 roku w zremisowanym 1:1 spotkaniu z Croatią Sesvete, natomiast pierwszego gola strzelił 3 sierpnia w pojedynku z HNK Cibalia, przyczyniając się do zwycięstwa 2:0. W latach 2008–2012 regularnie występował w barwach swojego klubu. W rozgrywkach ligowych zdobył łącznie 20 bramek, w tym osiem w sezonie 2009/2010 (m.in. dwie w wygranym 2:1 meczu z Croatią Sesvete). Ponadto w 2012 roku wraz ze swoją drużyną dotarł do finału pucharu Chorwacji, w którym jego zespół przegrał z Dinamem Zagrzeb, a on wystąpił jedynie w końcówce drugiego pojedynku.
1 października 2008 roku zadebiutował w reprezentacji Chorwacji U-20 w zremisowanym 2:2 meczu ze Słowenią. 4 marca 2009 strzelił dwa gole w spotkaniu z Włochami, zapewniając swojej kadrze zwycięstwo 2:1. Rozegrał również jeden mecz w reprezentacji do lat 21–11 lutego 2009 wystąpił w wygranym 2:1 pojedynku z Macedonią.